# Eschweilera longirachis
Eschweilera longirachis är en tvåhjärtbladig växtart som beskrevs av Scott A. Mori. Eschweilera longirachis ingår i släktet Eschweilera och familjen Lecythidaceae. IUCN kategoriserar arten globalt som otillräckligt studerad.
Artens utbredningsområde är Panamá. Inga underarter finns listade i Catalogue of Life.